# 稲葉卓也
稲葉 卓也（いなば たくや、1976年 - ）は、日本のアニメーション作家。三重県出身。京都精華大学美術学部ビジュアルコミュニケーションデザイン専門分野卒業。2002年から株式会社ロボットに所属。2022年、ロボットから独立。現在はフリーランス。企画、脚本、キャラクターデザイン、監督を務めた作品「ゴールデンタイム」でソウル国際マンガ・アニメーション映画祭観客賞・アジアの光賞、2013年文化庁メディア芸術祭第17回アニメーション部門優秀賞受賞。スキマスイッチ PV “アカツキの詩” で文化庁メディア芸術祭第10回審査委員会推薦作品。

## 作成作品一覧

### みんなのうた
- ◆は5分間1曲枠の楽曲。
- 1.恋つぼみ / 奥華子（2006年2月・3月放送）
- 2.えがおのはな / 上野樹里（2010年6月・7月放送）
- 3.幸せのカバン / ベッキー♪#（2011年10月・11月放送）

### おかあさんといっしょ
- おさんぽクンクン（2013年6月放送）